# Citroën TUB
Il TUB era un furgone di grandi dimensioni prodotto tra il 1939 ed il 1941 dalla Casa francese Citroën.

## Profilo
L'idea di un furgone di grandi dimensioni la ebbe Pierre-Jules Boulanger, neo-vertice della Citroën, da poco entrato al posto del defunto André Citroën. 
Mediante un'ingegnosa inchiesta di mercato, Boulanger intuì che le esigenze della clientela erano spesso incentrate su una maggior capacità di carico ed un facile accesso alla merce trasportata anche in caso di scarico/carico in luoghi stretti. Da qui l'idea: oltre alle tradizionali vetture con carrozzeria Familiale allestite come autocarri, cioè senza sedili posteriori, si doveva creare un mezzo completamente nuovo, un vero e proprio autocarro con un gran cassone posteriore in grado di trasportare una mole superiore di merci e con un portellone laterale di tipo scorrevole in modo da consentirne l'apertura anche in spazi stretti. 
Il risultato di tale progetto fu il TUB, acronimo di Traction Utilitaire Basse, cioè "furgone a trazione anteriore con piano di carico ribassato". In effetti, non contenti delle generose dimensioni del mezzo, ne fu ribassato il piano di carico, in modo da ottenere due benefici: agevolazione delle operazioni di carico/scarico e maggior capacità di carico. Un'altra chicca, rivoluzionaria per l'epoca ed utilizzata universalmente ancor oggi sui furgoni di tutto il mondo, era il portellone laterale scorrevole. Inoltre, un'altra caratteristica del TUB stava nel fatto che si trattava del primo mezzo commerciale a trazione anteriore.
Il TUB utilizzava il pianale e la meccanica della Citroën Traction Avant, in particolare era disponibile fin dal principio con il motore a 4 cilindri da 1628 cm³ e 36 CV di potenza massima utilizzato sulla Traction Avant 7C. In seguito sarebbe stato commercializzato anche con il 1911 cm³ da 46 CV della Traction Avant 11B. Il TUB fu costruito anche con motore elettrico, in soli 100 esemplari.
Le forme del TUB, la disposizione della meccanica e la collocazione dell'abitacolo furono studiate per consentire il massimo della capacità di carico: ecco che allora l'abitacolo fu spostato in avanti, una soluzione che sarebbe stata imitata da tutti i costruttori di mezzi commerciali da lì in avanti. Il TUB poteva così contare su una capacità di carico di 7 m³ e 1020 kg, che salì a 1100 nel modello denominato TUC, presentato nel 1941, pochi mesi prima della fine della sua commercializzazione. Nonostante tutte queste qualità, il TUB vendette poco principalmente perché fu prodotto in uno dei periodi più sfortunati della storia. L'ultima apparizione del TUB, però, era datata 1946, in occasione di un Salone dell'automobile, dove fu affiancato dal suo successore, il Type H.